# Abdel Monem El-Haj
Abdel Monem El-Haj – egipski trener piłkarski, były selekcjoner reprezentacji Egiptu.

## Kariera trenerska
W 1980 roku El-Haj był selekcjonerem reprezentacji Egiptu. Prowadził go w Pucharze Narodów Afryki 1980. Zajął 4. miejsce w tym turnieju.